# Edgar Chatto
Edgardo Migriño Chatto (Manilla, 21 februari 1960) is een Filipijns politicus.
Chatto werd in 2010 gekozen tot gouverneur van de provincie Bohol. Voordien was hij van 2001 tot 2010 lid van het Filipijns Huis van Afgevaardigden, van 1995 tot 2001 vicegouverneur van Bohol, van 1988 tot 1995 burgemeester van Balilihan en van 1980 tot 1986 lid van de provincieraad van Bohol.